# AMIS
De African Union Mission in Sudan (AMIS) was een vredesoperatie van de Afrikaanse Unie in Soedan welke voornamelijk opereerde in de westelijke regio Darfur, met als doel het uitvoeren van vredesoperaties in verband met het conflict in Darfur.
Opgericht in 2004 bestond de missie oorspronkelijk uit 150 manschappen, maar was midden 2005 uitgegroeid tot een macht van 7000 soldaten. AMIS was de enige buitenlandse militaire macht in Darfur tot de African Union - United Nations Hybrid Operation in Darfur (UNAMID) was gevormd. 
AMIS bleek niet in staat te zijn om het geweld in Darfur te beteugelen. Een grotere, beter toegeruste VN-vredesmissie was voorzien voor september 2006, maar door verzet van de Soedanese regering was deze er niet op tijd. Het mandaat van AMIS werd in 2006 verschillende malen verlengd terwijl de situatie in Darfur verder escaleerde. AMIS werd uiteindelijk op 31 december 2007 vervangen door UNAMID.

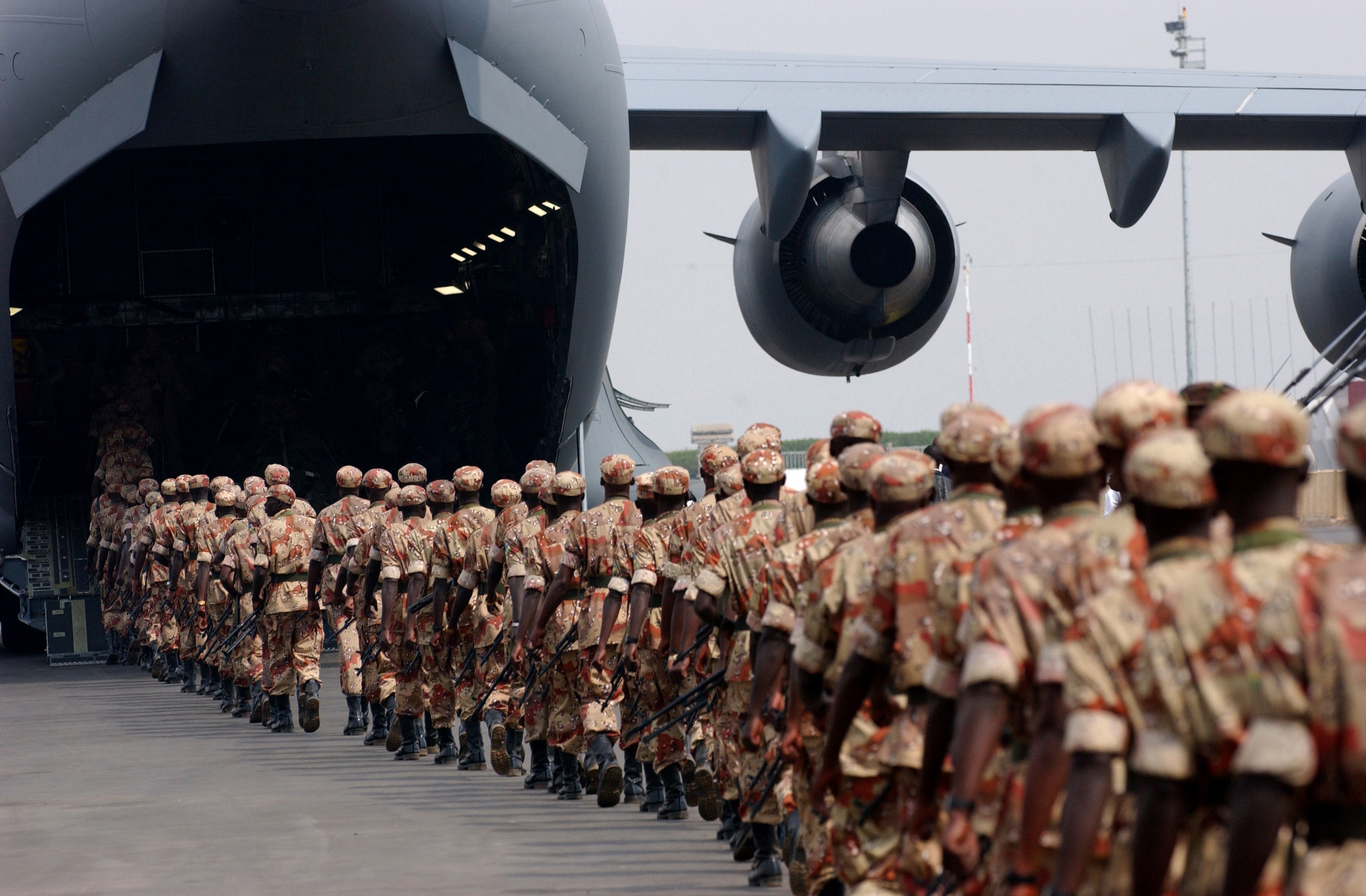
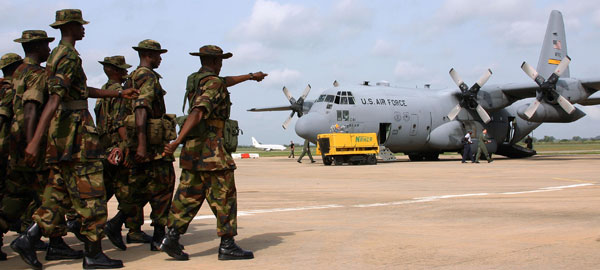
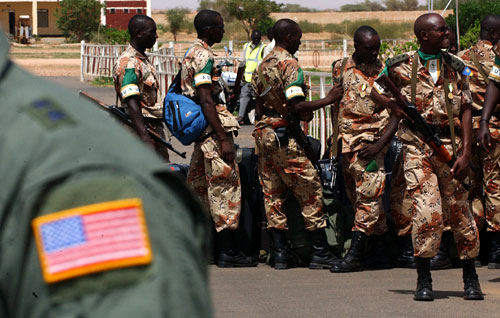
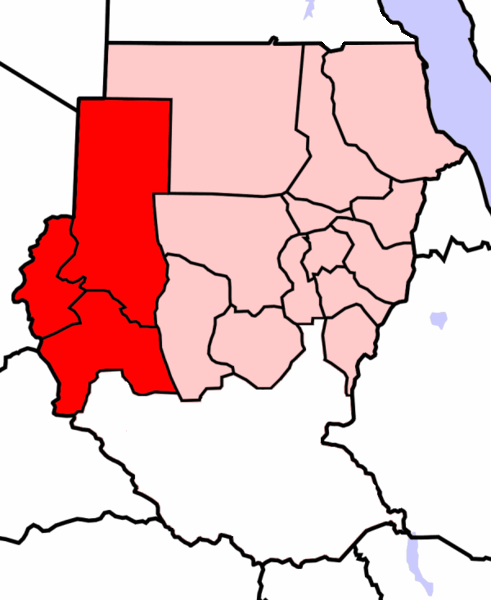